# Vijayachelys silvatica
Vijayachelys silvatica là một loài rùa trong họ Emydidae. Loài này được Henderson mô tả khoa học đầu tiên năm 1912.